# 영암로
영암로(Yeongam-ro)는 전라남도 영암군 미암면 학산교차로에서 영암군 영암읍 춘양교차로 를잇는 전라남도의 도로이다. 

## 주요 경유지
전라남도
- 영암군 (미암면 . 학산면 . 서호면 . 군서면 . 영암읍)

## 노선
| 이름                   | 접속 노선                 | 소재지 | 소재지 | 비고                    |
| ---------------------- | ------------------------- | ------ | ------ | ----------------------- |
| 학산 교차로            | 국도 제2호선 (녹색로)     | 영암군 | 미암면 |                         |
| 계음천교               |                           | 영암군 | 학산면 |                         |
| 계천교                 |                           | 영암군 | 학산면 |                         |
| 금계 교차로 (솟대교)   | 독천로 노정길             | 영암군 | 학산면 |                         |
| 화송 교차로            | 꿈바다길 왕인길           | 영암군 | 서호면 |                         |
| 몽해교                 |                           | 영암군 | 서호면 |                         |
| 용산 교차로 (서호교)   | 서호로                    | 영암군 | 서호면 |                         |
| 서구림교               |                           | 영암군 | 군서면 |                         |
| 서호정교               |                           | 영암군 | 군서면 |                         |
| 신흥 교차로 (신흥동교) | 구림로                    | 영암군 | 군서면 |                         |
| 평리 교차로 (평리교)   | 평리길                    | 영암군 | 군서면 |                         |
| 성양 교차로 (양지촌교) | 지방도 제819호선 (영산로) | 영암군 | 군서면 | 지방도 제819호선과 중복 |
| 월곡교                 |                           | 영암군 | 군서면 | 지방도 제819호선과 중복 |
| 주암 교차로            | 송평로                    | 영암군 | 영암읍 | 지방도 제819호선과 중복 |
| 녹암교                 |                           | 영암군 | 군서면 | 지방도 제819호선과 중복 |
| 회문 교차로            | 월출로                    | 영암군 | 영암읍 | 지방도 제819호선과 중복 |
| 회의춘교               |                           | 영암군 | 영암읍 |                         |
| 춘양 교차로            | 남문로                    | 영암군 | 영암읍 |                         |
| 낭주로 와 직결         |                           |        |        |                         |

## 주요 시설및 건물
- GS칼텍스 회문주유소 (영암로 1401/회문리 449-2)
- SK에너지 행복충전 영암가스충전소 (영암로 1413/회문리 158-1)
- 영암청소년수련관 (영암로 1511/교동리 69)
- 영암실내체육관 (영암로 1527/교동리 50-2)
- HD현대오일뱅크 대동주유소 (영암로 1526/교동리 74-1)